# Colette Gadioux
Colette Renée Marie Gadioux (ur. 8 kwietnia 1945 w Bellac) – francuska polityk i działaczka związkowa, posłanka do Parlamentu Europejskiego II kadencji.

## Życiorys
Od 1971 do 1981 wchodziła w skład władz Fédération de l'Education nationale, nauczycielskiego związku zawodowego. Od 1981 do 2004 kierowała Centre Régional d’Information sur les Droits des Femmes du Limousin, centrum informacyjnym ds. praw kobiet i europejskich w Limousin. W 1972 zaangażowała się w działalność polityczną w ramach Partii Socjalistycznej. W 1984 uzyskała mandat posłanki do Parlamentu Europejskiego. Przystąpiła do frakcji socjalistycznej, należała m.in. do Komisji ds. Polityki Regionalnej i Planowania Regionalnego. Od 1992 do 1998 zasiadała w radzie departamentu Haute-Vienne.
Odznaczona Legią Honorową IV klasy (2011) i V klasy (2000).